# Пески (Куньинский район)
Пески — деревня в Куньинском районе Псковской области России. Входит в состав Куньинской волости.

## География
Расположена на берегу реки Кунья, в 20 км к северо-западу от районного центра, посёлка Кунья.

## Население
| 2001 | 2002 | 2010 |
| ---- | ---- | ---- |
| 124  | ↗129 | ↘85  |

Численность населения деревни по оценке на начало 2001 года составляла 124 жителя.

## История
С января 1995 до декабря 2005 года деревня входила в состав Куньинской волости (в границах Боталовской волости) с центром в пгт Кунья, с января 2006 до апреля 2015 года — в состав ныне упразднённой Боталовской волости.